# Astragalus patentivillosus
Astragalus patentivillosus är en ärtväxtart som beskrevs av Nikolai Fedorovich Gontscharow. Astragalus patentivillosus ingår i släktet vedlar, och familjen ärtväxter. Inga underarter finns listade i Catalogue of Life.